# Hannibal Hamlin
Hannibal Hamlin (Paris, Maine, 1809. augusztus 27. – Bangor, Maine, 1891.  július 4.) az Amerikai Egyesült Államok alelnöke (1861–1865), az Amerikai Egyesült Államok szenátora (Maine, 1848–1861 és 1869–1881), Maine állam kormányzója (1857-ben, három hónapig). Kezdetben a Demokrata Párt, később a Republikánus Párt tagja.